# Tarchaneioten
Tarchaneioten (griechisch Ταρχανειώτης, weibliche Form Tarchaneiotissa Ταρχανειώτισσα), auch in den Varianten Trachaneiotes, Trachaniates, oder Tarchoniates überliefert, waren eine byzantinische Adelsfamilie aus Adrianopel, die vom späten 10. bis zum 14. Jahrhundert vor allem als Militärbefehlshaber in Erscheinung trat. Ab dem 15. Jahrhundert waren Angehörige der Familie auch in Italien aktiv, während ein Zweig nach Russland übersiedelte, wo der Name zu Trakhaniot (Траханиот) russifiziert wurde. Dort sind Nachweise bis ins 17. Jahrhundert erhalten.

## Herkunft und Namensdeutung
Die genaue Herkunft der Familie ist ungeklärt. Als Namensursprung wurde einerseits das thrakische Dorf Tarchaneion angenommen; andererseits wurden etymologische Verbindungen zum mongolischen Wort targan („Schmied“) vorgeschlagen (Gyula Moravcsik) oder eine georgische Abstammung in Betracht gezogen (Claude Cahen). Keine dieser Hypothesen lässt sich bislang eindeutig belegen.

## Geschichte
Die Familie tritt erstmals mit Gregorios Tarchaneiotes in Erscheinung, der von 998 bis 1006 als Kathapan von Italien amtierte. Im Verlauf des 11. Jahrhunderts bekleideten weitere Angehörige hohe militärische Ämter. Im Konflikt zwischen der anatolischen Militäraristokratie und der zivilen Bürokratie Konstantinopels stellten sich die Tarchaneioten auf die Seite der letzteren. Infolgedessen gerieten sie nach der Machtübernahme der Komnenen im Jahr 1081 in deren Misstrauen und verloren im 12. Jahrhundert an Bedeutung.
Im Exilreich von Nikaia erlangten sie jedoch unter den Palaiologen ihre frühere Stellung zurück: Nikephoros Tarchaneiotes diente dort lange Zeit als Großdomestikos (Oberbefehlshaber der Streitkräfte). Durch Heiraten seines Sohnes und weiterer Familienangehöriger entstanden enge Verbindungen zur regierenden Palaiologen-Dynastie.
Im 15. Jahrhundert verzweigten sich einzelne Linien in Italien, während ein russischer Zweig – die Trakhanioten – bis ins 17. Jahrhundert im Moskauer Reich belegt ist. Ihre militärische und diplomatische Bedeutung ging im Laufe der Zeit zurück, ihr Name aber bleibt in Urkunden und Chroniken über mehrere Jahrhunderte hinweg nachweisbar.

## Bekannte Angehörige der Familie
- Gregorios Tarchaneiotes – erster Kathapan von Italien (998–1006)
- Basilios Tarchaneiotes – Stratelates des Westens um 1057
- Joseph Tarchaneiotes († 1074) – General, der eine zwiespältige Rolle in der Schlacht von Manzikert spielte, später Dux von Antiochia
- Ioannes Tarchaneiotes – Protos der Mönchsgemeinschaft des Berges Athos im frühen 12. Jahrhundert
- Katakalon Tarchaneiotes – byzantinischer Beamter des 11. Jahrhunderts
- Nikephoros Tarchaneiotes († vor 1266) – Großdomestikos des Kaiserreichs Nikaia; verheiratet mit Maria, der Schwester Michaels VIII. Palaiologos (reg. 1259–1282) 
  - Andronikos Tarchaneiotes – Sohn des Nikephoros; Megas Konostaulos
  - Ioannes Tarchaneiotes – Sohn des Nikephoros; Führer der Arseniten und General
  - Michael Tarchaneiotes († 1284) – Sohn des Nikephoros; Großdomestikos von 1278 bis zu seinem Tod; siegte gegen die Anjou bei Berat

- Michael Doukas Glabas Tarchaneiotes (um 1235–nach 1304) – Protostrator und einer der herausragendsten byzantinischen Feldherren des späten 13. Jahrhunderts
- Tarchaneiotissa (Vorname unbekannt) – Gattin des Andronikos Asen, Tochter von Glabas und Maria Doukaina Komnene Palaiologina Branaina; Ur-ur-großmutter der Kaiser Johannes VIII. und Konstantin XI. Palaiologos

- Konstantinos Tarchaneiotes – Admiral im Jahr 1352
- Michael Tarchaniota Marullus (ca. 1458–1500) – Gelehrter der Renaissance in Italien
- Juri Trakhaniot – Gesandter aus Moskau in Mailand im Jahr 1486